# Hermann Kantorowicz
Hermann Kantorowicz (auch Hermann U. Kantorowicz, Pseudonym Gnaeus Flavius; * 18. November 1877 in Posen; † 12. Februar 1940 in Cambridge) war ein deutscher Rechtswissenschaftler.

## Leben
Kantorowicz wurde als Sohn von Wilhelm und Rosa Kantorowicz, geborene Gieldzinska, in der Hauptstadt der preußischen Provinz Posen im Königreich Preußen geboren. 1884 zog er mit seinen Eltern und seinen Geschwistern Alfred, Erich und Else nach Berlin. Kantorowicz studierte in Berlin und Genf, promovierte 1904 in Heidelberg und habilitierte sich 1907 an der Universität Freiburg im Breisgau. Dort lehrte er zunächst als Privatdozent, ab 1913 als nichtetatmäßiger und ab 1923 als etatmäßiger außerordentlicher Professor bis 1929 (mit einer Unterbrechung 1927, als er als Visiting Professor an der Columbia University lehrte). Danach war er als Nachfolger von Gustav Radbruch ordentlicher Professor an der Universität Kiel (1929–1933). Die Machtergreifung der Nationalsozialisten erlebte Kantorowicz in Florenz. Nur gut zwei Wochen, nachdem das Gesetz zur Wiederherstellung des Berufsbeamtentums am 7. April 1933 in Kraft getreten war, wurde er bereits in den einstweiligen Ruhestand versetzt. Im September 1933 folgte die endgültige Entlassung. Das gleiche Schicksal ereilte seinen Bruder, den berühmten Zahnarzt Alfred Kantorowicz. An Hermann Kantorowiczs Stelle trat Georg Dahm. Kantorowicz emigrierte in die Vereinigten Staaten von Amerika, wo er am City College in New York (1933–1934) lehrte, bevor er nach England ging. Dort unterrichtete er an der London School of Economics und am All Souls College in Oxford sowie an der Universität Cambridge (1934–1937). Von 1937 bis zu seinem Tod 1940 war er Assistant Director of Research in Law in Cambridge.
Kantorowicz heiratete am 23. April 1904 Johanna Dorothea Rosenstock, Tochter des Berliner Bankiers Theodor Rosenstock. Aus der Ehe gingen die Kinder hervor: Lorenzo, Otto Paul Theodor, Ludwig Hans und Hildegard Dorothea. Ab dem 26. Juli 1923 war er in zweiter Ehe mit Hildegard Anna Maria Kalin, einer Volks- und Mittelschullehrerin, verheiratet. Mit ihr hatte er zwei Söhne, Thomas Albert und Frank Wilhelm Eduard.
Hermann Kantorowicz trat aus der jüdischen Religionsgemeinschaft aus.

## Wissenschaftliches Wirken
Kantorowicz war einer der maßgeblichen Vertreter der sogenannten Freirechtsschule, einer einflussreichen Denkrichtung innerhalb der deutschen Rechtswissenschaft um die Wende vom 19. zum 20. Jahrhundert. Dem Rechtspositivismus im Kaiserreich, der in der sogenannten Begriffsjurisprudenz seinen Ausdruck fand, sollte eine Rechtstheorie entgegengestellt werden, die der zunehmenden Distanz von staatlich-juristischer und gesellschaftlicher Wirklichkeit gerecht werden konnte. Ziel war, fortschrittliche Gedanken in einem reaktionären Rechtssystem durch die freie Entscheidung von Richtern durchzusetzen, deren Bindung an Gesetzestexte verringert werden sollte. Kantorowicz und die Freirechtslehre gingen davon aus, dass Recht nicht nur in Gesetzen enthalten ist. Das nicht in den Gesetzbüchern enthaltene – aber dennoch lebende – Recht nennt Kantorowicz das freie Recht. „Aus freiem Recht endlich muß das Gesetz in sich geschlossen werden, müssen seine Lücken ausgefüllt werden.“ Das Füllen der Lücken könne nur durch Rechtsnormen erfolgen, weil die Entscheidung eines Richters eine rechtliche sein muss. Diese Normen werden vom Richter geschaffen, der nicht nur Rechtserkenntnis-, sondern auch Rechtsschaffungsaufgaben habe. Demzufolge sei dem Richter gegenüber den Gesetzesbestimmungen eine größtmögliche Freiheit einzuräumen. Das freie richterliche Ermessen sei das Grundprinzip der Rechtsanwendung.
Wer die Freirechtslehre begründet hat, ist bis heute Gegenstand von Diskussionen. Unter anderen hat Eugen Ehrlich diese Leistung für sich in Anspruch genommen. Er behauptete, die entsprechenden Gedanken bereits 1888 formuliert zu haben. Unter dem Pseudonym Gnaeus Flavius schrieb Kantorowicz ein Pamphlet für die Freirechtslehre, dessen starke Formulierungen diesen Traktat tatsächlich zu einer Methodenkampfschrift machen: „Möge diese Schrift neue Streiter werben für den Befreiungskampf der Rechtswissenschaft, für den Sturm auf die letzte Bastion der Scholastik.“ Ganz abgesehen von aller Begründungsdebatte wird dieser Text heute vielfach als zentraler Ausdruck des Denkens der Freirechtslehre angesehen.
Von Kantorowicz und der Freirechtslehre gingen starke Impulse aus, die nicht nur die Rechtswissenschaften selbst, sondern auch andere Gebiete und Disziplinen wie etwa die Rechtssoziologie beeinflussten. Trotzdem ist das Denken der Freirechtslehre heute historisch zu betrachten. Das vor allem wegen des dort unternommenen Versuchs, die Rechtswissenschaft direkt unter die übrigen Kulturwissenschaften einzureihen. Kantorowicz sagt, „alles Sollende ist auch ein Seiendes“, daher fällt schon von vorneherein der Versuch einer Abtrennung der Rechtswissenschaft von den übrigen Kulturwissenschaften über die übliche Unterscheidung von Sein und Sollen in sich zusammen. Damit löst sich tatsächlich das Recht im Sozialen auf. Diese Relativierung des Rechts wurde von vielen Juristen und Rechtstheoretikern als Destabilisierung und Auflösungstendenz angesehen und aus rechtsdogmatischen Gründen nicht mit vollzogen.

## Gutachten zur Kriegsschuldfrage
Für heftige Diskussionen sorgte Kantorowicz, als Einzelheiten seines Gutachten für den parlamentarischen Untersuchungsausschuss über die Frage der Schuld Deutschlands an der Auslösung des Ersten Weltkrieges bekannt wurden. Entgegen der vorherrschenden Meinung in Deutschland gelangte er 1923 zum Schluss, dass Deutschlands Verantwortung am Kriegsausbruch von hohem Gewicht sei. Als einen Beleg nannte Kantorowicz das amtliche Weißbuch vom 3. August 1914, worin rund 75 Prozent der darin vorgelegten Dokumente verfälscht seien, die die Beteiligung Deutschlands am Entstehen des Ersten Weltkriegs bestreiten sollten. Als Kantorowicz kurze Zeit danach 1927 zur Wahl als ordentlicher Professor an der Universität Kiel vorgeschlagen wurde, erhob der damalige Außenminister Gustav Stresemann (DVP) in einem Brief an den Kultusminister Becker (SPD) seine Bedenken dagegen. Stresemann sah Deutschland als unschuldig am Entstehen des Ersten Weltkrieges und wollte nach Beratung durch den ehemaligen Diplomaten und Politiker Johannes Kriege (DVP) verhindern, dass die bis „zum Masochismus gehende“, auf das Handeln Deutschlands bezogene selbstkritische Sichtweise Kantorowicz’ durch die Verleihung eines Ordinariats in Kiel eine Bestärkung erfahre. In einem Antwortbrief an Stresemann zitierte Becker unter anderem eine Äußerung des Rechtspolitikers Gustav Radbruch, dass in dem Gutachten nichts anderes stehe, als was die Auffassung der ganzen Sozialdemokratischen Partei sei. Die sozialdemokratische Regierung Preußens berief Kantorowicz auf den Kieler Lehrstuhl. Das Gutachten blieb auf Betreiben Stresemanns und des Geschäftsführers des Parlamentarischen Untersuchungsausschusses zur Kriegsschuldfrage Eugen Fischer-Baling unveröffentlicht. Das Märchen von der Unschuld Deutschlands am Entstehen des Ersten Weltkrieges und nach Stresemannscher Interpretation von „dem Weltbetrug“ des Versailler Vertrags konnte von den nationalistischen Gruppierungen ungestört weiterverbreitet werden. Erst 1967 veröffentlichte der junge Historiker Imanuel Geiss das in Vergessenheit geratene Gutachten und stützte damit den Historiker Fritz Fischer in seinem Streit mit der etablierten Historikerzunft der Bundesrepublik Deutschland, die noch in den 1960er Jahren abstritt, dass Deutschland eine Mitschuld an der Entstehung des Ersten Weltkrieges gehabt habe.

## Schriften (Auswahl)
Eine ausführliche Bibliographie ist zu finden in: Karlheinz Muscheler: Relativismus und Freirecht. C.F. Müller Juristischer Verlag, Heidelberg 1984.
- Aesthetik der Lyrik. Das Georgesche Gedicht (mit H. Goesch), 1902, unter dem Pseudonym Kuno Zwymann
- Goblers Karolinen-Kommentar und seine Nachfolger, 1904
- Der Kampf um die Rechtswissenschaft (unter dem Pseudonym Gnaeus Flavius), 1906
- Una festa bolognese per l’Epifania del 1289, 1906
- Schriftvergleichung und Urkundenfälschung, 1906
- Cino da Pistoia ed il primo trattato di medicina legale, 1906
- Probleme der Strafrechtsvergleichung, 1907
- Albertus Gandinus und das Strafrecht der Scholastik, Erster Band: Die Praxis, 1907
- Die Freiheit des Richters bei der Strafzumessung, 1908
- Zur Lehre vom richtigen Recht, 1909
- Über die Entstehung der Digestenvulgata, 1910
- Die contra-legem-Fabel, 1910
- Der Strafgesetzentwurf und die Wissenschaft, 1910/11
- Rechtswissenschaft und Soziologie, 1911
- Was ist uns Savigny?, 1912
- Volksgeist und historische Rechtsschule, 1912
- Wider die Todesstrafe, 1912
- Max Conrat (Cohn) und die mediävistische Forschung, 1912
- Ausgabe von Max Conrats Schrift, Römisches Recht im frühesten Mittelalter, 1913
- Zu den Quellen des Schwabenspiegels, 1913
- Die Epochen der Rechtswissenschaft, 1914
- Der Offiziershass im deutschen Heer, 1919
- Thomas Diplovatatius. De claris juris consultis. Bd. 1 (mit Fritz Schulz) (= Romanistische Beiträge zur Rechtsgeschichte, H. 3), 1919
- Der Umsturz in Pesaro 1516, 1919
- Deutschlands Interesse am Völkerbund, 1920
- Staatsbürgerkunde als Unterrichtsfach, 1920
- Die Zukunft des strafrechtlichen Unterrichts, 1920
- Einführung in die Textkritik, 1921
- Bismarcks Schatten, 1921
- Hinter den Kulissen von Versailles, 1921
- Geschichte des Gandinustextes, 1. Teil, 1921
- Verteidigung des Völkersbundes. 1922
- Der italienische Strafgesetzentwurf und seine Lehre, 1922
- Notiz über Max Weber in Logos XI, 1922
- Das Principium Decretalium des Johannes de Deo, 1922
- Geschichte des Gandinustextes, 2. Teil, 1922
- Der Völkerbund im Jahre 1922
- Der Aufbau der Soziologie, in: Erinnerungsgabe für Max Weber, 1923
- Die Idee des Völkerbundes, 1923
- Should Germany join the League of Nations? In: Foreign Affairs, 1924
- Germany and the League of Nations, lecture to Fabian Society, 1924
- Leben und Schriften des Albertus Gandinus, 1924
- Studien zum altitalienischen Strafprozeß. I. Bologneser Strafprozeßordnung von 1288; II. Der Tractatus de tormentis, 1924
- Fechenbachurteil und Kriegsschuldfrage. Die Friedens-Warte 1925, Seite 142–145. (Eine Abhandlung über den Skandal, den die deutsche antidemokratische Justiz hervorgerufen hatte, als sie 1922 den Journalisten Felix Fechenbach wegen angeblichen Landesverrats zu 11 Jahren Zuchthaus verurteilt hatte. Unter anderem hatte sein Landesverrat darin bestanden zu behaupten, Deutschland sei am Entstehen des Ersten Weltkriegs mitschuldig.)
- Studien zur Kriegsschuldfrage, 1925
- Pazifismus und Fascismus, 1925
- Savigny-Briefe, 1925
- Staatsauffassungen. Eine Skizze, 1925
- Il ‘Tractatus criminum’, per il cinquantenario della Rivista Penale, Città di Castello, 1925
- Aus der Vorgeschichte der Freirechtslehre, 1925
- Albertus Gandinus und der Strafrecht der Scholastik, 2. Band, 1926
- Die Irrationalität der englischen Politik, 1926
- Der Landesverrat im deutschen Strafrecht, 1926/27
- Gutachten zur Kriegsschuldfrage 1914. (Im Auftrag des parlamentarischen Untersuchungsausschusses für die Schuldfragen des Ersten Weltkriegs, der von der Nationalversammlung 1919 einberufen worden war. Das Gutachten war 1927 druckreif, wurde aber auf Betreiben des Ausschuss-Generalsekretärs, des Reichstagsabgeordneten Eugen Fischer-Baling und anderer nationalistischer Abgeordneter nicht gedruckt und veröffentlicht, weil verhindert werden sollte, dass eine Schuld Deutschlands am Entstehen des Ersten Weltkrieges festgestellt wurde. Das Gutachten geriet in Vergessenheit und wurde erst 1967 gedruckt. s. u.)
- The New Germanic Constitution in Theory and Practice, 1927
- Damasus, 1927
- Naber zum Brachylogus, 1927
- Ein vergessener Tatbestand: die Kriegshetze, 1927/28
- Die Wahrheit über Sarajevo, 1928
- Legal Science. A summary of its methodology, 1928
- Verfolgungseifer, 1928/29
- Die Sterilisierung von Minderwertigen in den Vereinigten Staaten, 1929
- Grundbegriffe der Literaturgeschichte, 1929
- Kritische Studien zur Quellen- und Literatur- geschichte des röm. Rechts im Mittelalter, 1929
- Accursio e la sua biblioteca, 1929
- Nochmals Sarajevo, 1929
- Der Geist der englischen Politik u. d. Gespenst der Einkreisung Deutschlands, Rowohlt Verlag, Berlin 1929
- Eine Gesamtausgabe des Pillius in Vorbereitung, 1930
- English Politics through German eyes, 1930
- Praestantia Doctorum, Festschrift für Max Poppenheim, 1931
- The Spirit of British Policy and the Myth of the Encirclement of Germany, 1931
- Trauerrede auf Julius Landmann, 1932
- The Concept of the State, 1932
- Die Allegationen im späten Mittelalter, 1932
- Savignys Marburger Methodenlehre, 1933
- De ornatu Mulierum, 1933
- Tat und Schuld, 1933
- Current misunderstandings of Hitlerism, under pseudonym of Cassander, 1933
- Some Rationalism about Realism, 1934
- Baldus de Ubaldis and the subjective theory of guilt, 1934
- Rapport sur les Sources du Droit, 1934
- Dictatorships, with a bibliography by Alexander Elkin, 1935
- A medieval Grammarian on the sources of the law, 1936
- Savigny and the Historical School of Law, 1937
- Les origines françaises des Exceptiones Petri, 1937
- Has Capitalism failed in Law?, 1835–1935, 1938
- De pugna. La letteratura longobardistica sul duello giudiziario, 1938
- Les origines françaises des Exceptiones Petri, 1938
- The poetical sermon of a medieval jurist, 1938
- Studies in the Glossators of the Roman Law: w. W.W.Buckland, 1938
- The Quaestiones disputatae of the Glossators, 1939
- Bractonian Problems, 1941
- An English Theologian’s view of Roman Law, w. Beryl Smalley, edited by Nicolai Rubinstein, 1941
- A Greek Justinian Constitution, quoted in the Dissensiones Dominorum, 1945
- The Definition of Law, mit einer Einführung von Arthur Goodhart, 1958. Das Buch wurde in mehrere Sprachen übersetzt. Italienisch, La definizione del diritto, übersetzt von Enrico di Robilant, 1962; Deutsch, Der Begriff des Rechts, übersetzt von Werner Goldschmidt and Gerd Kastendieck, 1963; Spanisch, La Definícón del Derecho, übersetzt von J.M. de la Vego, 1964
- Gutachten zur Kriegsschuldfrage 1914.  Aus d. Nachlass hrsg. + eingeleitet von Imanuel Geiss. Mit Geleitwort von Gustav W. Heinemann. Europäische Verlagsanstalt,  Frankfurt a. M. 1967
- Diplovatatius. 2. Band, herausgegeben von Giuseppe Rabotti, 1968

Auf Initiative seiner Frau Hilda Kantorowicz (1892–1974) wurden posthum zwei Sammlungen von Aufsätzen publiziert. Die meisten der darin enthaltenen Texte sind in der Liste oben enthalten.
- Rechtswissenschaft und Soziologie. Ausgewählte Schriften zur Wissenschaftslehre, herausgegeben von Thomas Würtenberger, Verlag C. F. Müller, Karlsruhe, 1962
- Rechtshistorische Schriften. Ausgewählt und herausgegeben von Helmut Coing und Gerhard Immel, Verlag C. F. Müller, Karlsruhe, 1970